# 魔法火枪团
魔法火枪团是网易公司於2008年开发并运营的一款网络游戏。这款游戏由网易游戏成都工作室开发。是一款多人在线竞技性射击类网络游戏。游戏中引入了网络游戏防沉迷系统。